# بيل اكس اتش-15
بيل اكس اتش-15 (بالإنجليزية: Bell XH-15)‏ هي مروحية متعددة الأغراض أنتجت في الولايات المتحدة. من صناعة بيل للمروحيات. كان أول طيران لها في 1948.